# 無綫電視節目
香港無綫電視（電視廣播有限公司，TVB）自1967年11月19日起播，初期主要業務為兩條香港的免費電視頻道：以粵語播放的翡翠台和以播放英語為主的明珠台，每年播放超過16000小時的節目。首個節目是「澳門格蘭披士賽車」（現譯稱「澳門格蘭披治大賽」），當日上午9時以微波技術直播，故這節目也是無綫首個直播節目。而翡翠台和明珠台於當日下午4時，直播海運大廈開幕儀式，由時任港督戴麟趾主持。
開台之初已有部份彩色廣播，第一個彩色節目是歐美劇集《鼠縱隊》，在開台日晚上9時30分播映《歡樂今宵》。1976年，無綫節目全面以彩色製作及播送。

## 節目

### 戲劇節目
1968年，無綫推出第一套長篇劇《夢斷情天》，自此致力製作電視劇。現時無綫電視自行製作約520小時劇集，為人熟悉的有《上海灘》、《狂潮》、《家變》、《親情》、《網中人》、《流氓大亨》、《新紮師兄》、《生命之旅》、《倚天屠龍記》、《射鵰英雄傳》、《義不容情》、《楚留香》和《大時代》等等。2000年以後的著名電視劇有《真情》、《男親女愛》、《金枝慾孽》、《溏心風暴》、《宫心计》、《巾幗梟雄系列》、《使徒行者系列》、《铁探》、《法证先锋系列》及《隐形战队》等。
無綫電視劇集多以連續劇為主，又常以家庭倫理和男女情愛作為題材。1970年代至1980年代，無綫的連續劇廣受歡迎，培養不少影視業的演藝和製作人才。1990年代中期，觀眾口味漸趨多元，新興媒體湧現，無綫劇集未盡符合不同觀眾口味，收視始趨向下，學者陳韜文稱，收看翡翠台的中產觀眾和年青人持續減少。然而，無綫劇集至今仍是香港電視文化的重要一環，根據2005年4月18日至4月25日的收視調查，仍有超過180萬人收看無綫劇集，2004年播映的《金枝慾孽》的最高收視達48點（即超過280萬人收看），為「第15屆壹電視大獎2005頒獎典禮」《十大電視節目》之首。另外，由於無綫在台灣直屬的TVBS衛星電視台重播近年香港電視劇的關係，台灣亦有著一股追捧「港劇風潮」。

### 綜藝節目
無綫電視製作不少大型綜藝節目，為人熟悉的有《萬千星輝賀台慶》（前稱《龍鳳呈祥賀台慶》）、《歡樂今宵》、《香港小姐競選》、《勁歌金曲頒獎典禮》等。而《歡樂今宵》由1967年至1994年後期，是世上最長壽的綜藝節目。
當中有不少籌款綜藝節目，數量之多，為其他地方少見。如《星光熠熠耀保良》、《博愛歡樂傳萬家》和《歡樂滿東華》等。亦有特備馬拉松式籌款節目，如1972年的「618雨災」籌款節目；1989年《民主歌聲獻中華》；1991年《華東水災籌款之夜》等。
無綫藉此獲美國國家廣播協會頒發2001年「國際廣播卓越大獎」，是首次有亞洲城市獲得此獎項。2005年，無綫電視與香港賽馬會舉辦《四海同心送關懷》慈善活動，為南亞海嘯災民籌得逾1億港元，同期無綫聯同兩岸三地傳媒合辦活動《愛心無國界》，善款逾四千萬港元。
2004年末，無綫減少對籌款節目的補貼，引起糾紛。其中一家慈善機構博愛醫院，不滿無綫欲為其籌款節目《博愛歡樂傳萬家》尋找商業贊助，以補貼其製作費用。但另外一家慈善福利機構東華三院指出，加入不同商業贊助反而令籌得款項增加。最後，博愛醫院的製作費得到進一步寬減，《博愛歡樂傳萬家》如期舉行。無綫表示，每年會舉辦一個由無綫完全資助的籌款節目，為其他無力承擔製作費慈善福利機構籌款。

### 新聞及時事節目
無綫電視新聞及資訊部會每天製作新聞及時事節目，包括《香港早晨》、《午間新聞》、《六點半新聞報道》、《晚間新聞》。另製作時事專題節目，如《新聞透視》、《星期日檔案》等。

## 旗下之電視頻道/網絡

### 香港
免費電視頻道（數碼廣播）：
- 翡翠台（Jade）：粵語綜合頻道
- TVB Plus（前稱為J2、無綫財經 體育 資訊台）：綜合、財經新聞、體育、劇集、六合彩及賽馬節目
- 無綫新聞台（TVB News Channel）：香港唯一24小時免費新聞頻道
- 明珠台（Pearl）：英語綜合頻道

收費電視頻道（由旗下myTV SUPER播出）：
- SUPER FREE：播映亚洲地区精选综艺节目、剧集
- myTV SUPER 18台：24小時賽馬頻道
- 華語劇台：播放首輪內地、台灣華語劇集
- 亚洲剧台（前称为精選亞洲劇台、日劇台及韓劇台）：播映亚洲地区精选剧集
- 千禧經典台（前称为TVB經典台）：播放2000年代翡翠台經典劇集與經典節目
- 黃金翡翠台：播放1960年代至1990年代翡翠台經典劇集、經典節目與及經典音樂節目
- 黃金華劇台：播放TVB及ATV經典華語劇集
- 翡翠即日重溫（已停播）：翡翠台節目重溫頻道
- 戏曲台：播映精选粤剧演出
- SUPER Kids Channel（前称为tvbQ、兒童台及Hands Up Channel：24小时儿童亲子频道
- 粵語片台：播放翡翠台經典粵語、國語長片
- TVBS新聞台：台灣24小時新聞頻道
- TVBS-Asia：播放台灣TVBS娛樂節目和劇集

收費電視頻道（由旗下now TV播出）：
- TVB新聞台（已停播，现已改为無綫新聞台）：24小時新聞頻道
- TVB8（已停播）：國語娛樂綜藝頻道

### 海外
東南亞衛星頻道：
- TVB星河頻道：國語和粵語播放TVB劇集
- TVB翡翠台 ：為海外觀眾同步播放香港翡翠台黄金时段節目及综艺节目

台灣衛星頻道：
- TVBS：台灣首個衛星電視綜合頻道
- TVBS新聞台：台灣首個24小時新聞頻道
- TVBS歡樂台：綜合娛樂頻道
- TVBS-Asia：在香港、澳門、新加坡、馬來西亞、印尼及澳洲等地區播放

收費電視頻道（由旗下中華電信MOD播出）：
- TVBS精采台：綜合娛樂頻道

美國和澳洲收費電視網絡：
- 翡翠台：轉播香港、台灣和內地節目的電視頻道，亦有當地本土製作。澳洲翡翠互動電視透視衛星向澳紐地區發送，在美國亦由Direct TV全美播送及在三藩市和洛杉磯提供有線電視服務。
- TVB1：為美国觀眾同步播放香港翡翠台黄金时段節目及综艺节目

馬來西亞衛星頻道：
- Astro華麗台（现已被TVB翡翠台取代该频道，改为随选视讯）：透過Astro大馬控股有限公司經營衛星的電視頻道，由TVBI包銷該頻道的廣告銷售時段，与香港翡翠台播放50%黄金时段節目。2020年4月1日起，本频道改为随选视讯。
- Astro AOD：為马来西亚觀眾同步播放香港翡翠台黄金时段節目
- 千禧經典台（前称为TVB經典台）：播放2000年代翡翠台經典劇集與經典節目，并跟香港延迟几分钟播出
- TVB Magic（已停播）：类似香港myTV SUPER频道亚洲剧台，播放香港TVB以及外购剧（中国大陆、泰国、韩国及日本）剧集节目及综艺节目。

歐洲衛星頻道：
- 无线翡翠台：綜合頻道，並會在英國製作部份節目。

日本電視頻道：
- TVB大富（已停播）：由無綫電視與大富株式會社 共同設立，透過當地的Sky PerfecTV!衛星收費電視系統及4th MEDIA寬頻電視系統，播放TVB香港及台灣的節目。

## 參见
- 無綫電視
- 無綫電視節目列表